# Urška Žigartová
Urška Žigartová (* 4. prosince 1996, nepřechýleně Žigart) je slovinská profesionální cyklistka jezdící za UCI Women's WorldTeam AG Insurance–Soudal

## Kariéra
V roce 2020 vyhrála Žigartová národní šampionát v časovce a zúčastnila se etapových závodů Giro Rosa a Tour de l'Ardeche. Také získala bronz v silničním závodu na národním šampionátu, v němž byla poražena Uršou Pintarovou a Špelou Kernovou.
V listopadu 2020 podepsala Žigartová kontrakt s týmem Mitchelton–Scott, později přejmenovaném na Team BikeExchange, na sezónu 2021.

## Osobní život
Urška Žigartová je partnerkou slovinského cyklisty a čtyřnásobného vítěze Tour de France Tadeje Pogačara.

## Hlavní výsledky
2016
Národní šampionát
3. místo časovka
6. místo silniční závod
2017
Národní šampionát
7. místo silniční závod
2018
Národní šampionát
4. místo časovka
5. místo silniční závod
2019
Národní šampionát
3. místo silniční závod
3. místo časovka
Vuelta a Burgos Feminas
7. místo celkově
2020
Národní šampionát
 vítězka časovky
3. místo silniční závod
2021
Setmana Ciclista Valenciana
vítězka 4. etapy
Národní šampionát
4. místo silniční závod
3. místo časovka
Tour de Feminin
7. místo celkově
2022
Národní šampionát
 vítězka časovky
5. místo silniční závod
8. místo Emakumeen Nafarroako
2023
Národní šampionát
 vítězka časovky
2. místo silniční závod
Tour de Suisse Women
7. místo celkově
9. místo Durango-Durango Emakumeen Saria
10. místo Giro dell'Emilia
2024
Národní šampionát
 vítězka časovky
 vítězka silničního závodu
Gracia–Orlová
3. místo celkově
Tour de Suisse Women
9. místo celkově

#### Výsledky na Grand Tours
| Grand Tour            | 2018 | 2019 | 2020 | 2021 | 2022 | 2023 | 2024 |
| --------------------- | ---- | ---- | ---- | ---- | ---- | ---- | ---- |
| La Vuelta Femenina    | NS   | NS   | NS   | NS   | NS   | 40   | —    |
| Giro d'Italia Women   | 63   | 50   | 78   | —    | —    | DNF  | 12   |
| Tour de France Femmes | NS   | NS   | NS   | NS   | 29   | —    |      |

#### Výsledky na šampionátech
| Akce               | Akce           | 2015 | 2016 | 2017      | 2018      | 2019      | 2020      | 2021 | 2022 | 2023 | 2024 |
| ------------------ | -------------- | ---- | ---- | --------- | --------- | --------- | --------- | ---- | ---- | ---- | ---- |
| Olympijské hry     | Silniční závod | NS   | —    | Nejelo se | Nejelo se | Nejelo se | Nejelo se | —    | NS   | NS   | —    |
| Olympijské hry     | Časovka        | NS   | —    | Nejelo se | Nejelo se | Nejelo se | Nejelo se | —    | NS   | NS   | —    |
| Mistrovství světa  | Silniční závod | —    | —    | —         | 67        | DNF       | 105       | DNF  | —    | DNF  |      |
| Mistrovství světa  | Časovka        | —    | —    | —         | —         | —         | —         | —    | 28   | 29   |      |
| Mistrovství Evropy | Silniční závod | —    | —    | —         | —         | —         | —         | —    | 76   | —    |      |
| Mistrovství Evropy | Časovka        | —    | —    | —         | —         | —         | —         | —    | —    | —    |      |
| Národní šampionát  | Silniční závod | 7    | 6    | 7         | 5         | 3         | 3         | 4    | 5    | 2    |      |
| Národní šampionát  | Časovka        | —    | 3    | —         | 4         | 3         | 1         | 3    | 1    | 1    |      |

| —   | Nezúčastnila se |
| DNF | Nedokončila     |
| NS  | Nekonalo se     |